# Der Fall Wilhelm Reich
Der Fall Wilhelm Reich ist der Titel einer Filmbiografie über Wilhelm Reich (1897–1957), den österreichischen Psychoanalytiker, Marxisten und späteren Begründer der als Pseudowissenschaft geltenden Orgonomie. Thematisiert wird allerdings nur der letzte Abschnitt seines Lebens, den er 1939–1957 im US-amerikanischen Exil verbrachte. Unter der Regie von Antonin Svoboda spielt Klaus Maria Brandauer die Hauptrolle. Der Film wurde im Herbst 2012 fertiggestellt, kam dann sofort in die österreichischen Kinos, erst ab 5. September 2013 in die deutschen.

## Handlung
Der Film beginnt mit einem Vorspann, in dem Reich Mitte der zwanziger Jahre in Wien einen Vortrag vor einer Versammlung von psychoanalytischen Kollegen, darunter Sigmund Freud, hält. Er trägt engagiert seine Auffassung über die gesellschaftliche Dimension der Problematik der Massenneurosen vor. Die Frage war, wann ein Patient geheilt sei. Oft würden Patienten sich nur geheilt fühlen, ohne es zu sein. Er trifft aber auf wenig Zustimmung, eher auf Ablehnung und verhaltene Feindseligkeit.
Die eigentliche Handlung setzt erst 1956 ein. Wilhelm Reich lebte ab 1939 in den USA. Er sitzt in Untersuchungshaft und sieht der Fortsetzung seines Prozesses wegen Missachtung des amerikanischen Gesetzes entgegen. 1955 hatte ein Gericht das Verbot der Verwendung von Orgonakkumulatoren, ein von Reich entwickeltes Gerät zu Anreicherung von Orgon (Lebensenergie), sowie die Vernichtung der Geräte und aller seiner Bücher angeordnet. Das war von Reich nicht akzeptiert worden, weil ein Gericht nicht über die Sinnhaftigkeit von wissenschaftlichen Fragen und Geräten befinden könne. Nach dem Auftakt der Gerichtsverhandlung wird deutlich, dass es dem Staatsanwalt, gar einem ehemaligen Patentanwalt von Wilhelm Reich, im Sinne der politischen Hexenjagden der McCarthy-Ära, um die öffentliche Ausschaltung des Freigeistes und ehemaligen Kommunisten Reich geht. Doch der Richter spielt nicht mit. Er bestellt den Psychiater Hamilton, der ein Gutachten über die Schuldfähigkeit von Wilhelm Reich anfertigen soll. Die vielen nicht chronologischen Rückblicke auf Reichs Wirken in den USA ab 1940 ergeben sich aus dem Gesprächen von Hamilton mit Reich:
Reichs Versuch, einen als schizophren diagnostizierten Mann zu heilen, dessen Diagnose er in Frage stellt, verhindern die Eltern, sicher unter dem Eindruck der beginnenden öffentlichen Herabsetzung von Reichs Arbeiten. Der junge Mann fällt später dem Psychiater und Vorsitzenden der US-Psychiater-Vereinigung Donald Ewen Cameron in die Hände, der mit Billigung von Militär und oberster Gesundheitsbehörde (FDA) Schizophrenen durch Hirneingriffe die Erinnerung rauben will, um sie dann als brauchbare Staatsbürger planmäßig wieder aufbauen zu können. Nach vielem Leiden nimmt der junge Mann sich das Leben, während Camerons Ideen in die Verhörpraktiken des Militärs Eingang finden, wie im Abspann zu lesen ist.
Da ist Reichs unermüdliche Forschung an der Lebensenergie Orgon und dem Orgonakkumulator. Er und seine Frau Ilse bauen 1945 ein eigenes Forschungslabor am See (Orgonon) in Rangeley, Maine, fern von New York auf. Die erhoffte Anerkennung dieser Energie durch Albert Einstein wird allerdings 1941 durch dessen Assistenten abgewiesen. Reich hat Erfolge bei der Heilung von Tumoren in Labormäusen, bei der Behandlung der Kinderlosigkeit eines Farmerehepaars in der Nachbarschaft. Er arbeitet unermüdlich. Seine Tochter Eva aus erster Ehe stößt zu ihm und wird eine treue Unterstützerin.
Als 1950/1951 auch in den USA im Schatten des Korea-Krieges Experimente zur Weiterentwicklung der Atombombe unternommen werden, will Reicht testen, ob die Akkumulation von Orgon im Orgonakkumulator die Wirkung von radioaktiven Strahlen neutralisieren kann (Oranur-Experimente). Dabei kommt es in seinem Labor zu Verstrahlungsunfällen. Seine Forschung wird schon länger von der FDA ausspioniert, eine Mitarbeiterin von Reich arbeitet für die FDA. Jetzt schlägt die FDA zu und erreicht das gerichtliche Verbot. Reich erleidet einen Herzinfarkt, als er davon erfährt. Er, dessen Bücher 1933 von den Nazis verbrannt wurden, muss jetzt selbst all seine Orgonakkumulatoren und seine Bücher vor dem Labor verbrennen.
Ilse verlässt Reich 1954, weil sie den Druck der Arbeit, die Ausschließlichkeit, nicht mehr aushält.
Während seiner Experimente mit Radioaktivität hatte Reich bemerkt, dass die Wolken über dem Laborgebäude verdrängt wurden. Er glaubt an die Wirkung einer schädigenden Orgonenergie aus der Wechselwirkung von Orgon mit der Radioaktivität, die sich mit einem von ihm entwickelten Gerät, dem Cloudbuster, absaugen lasse. Versuche in der Umgebung und 1955 sogar in den Wüsten des Westens der USA, Regen zu erzeugen, sind teilweise erfolgreich. Dort wird er auch verhaftet.
Der Gutachterpsychiater Hamilton ist von Wilhelm Reich beeindruckt. Er will ihn für nicht schuldfähig erklären lassen. Doch inzwischen wurde der ihn beauftragende Richter in den Ruhestand verabschiedet. Das Gericht, auch unter Mitwirkung des Vorsitzenden der US-Psychiater-Vereinigung Cameron, ignoriert Hamiltons Gutachten und verurteilt Reich 1956 zu zwei Jahren Gefängnis. Reich trat die Strafe am 12. März 1957 an und wurde während der Haft am 3. November 1957 leblos aufgefunden. Die angegebene Todesursache Herzversagen konnte nicht bestätigt werden, da keine Autopsie stattfand, ist im Abspann zu lesen.

## Hintergrund

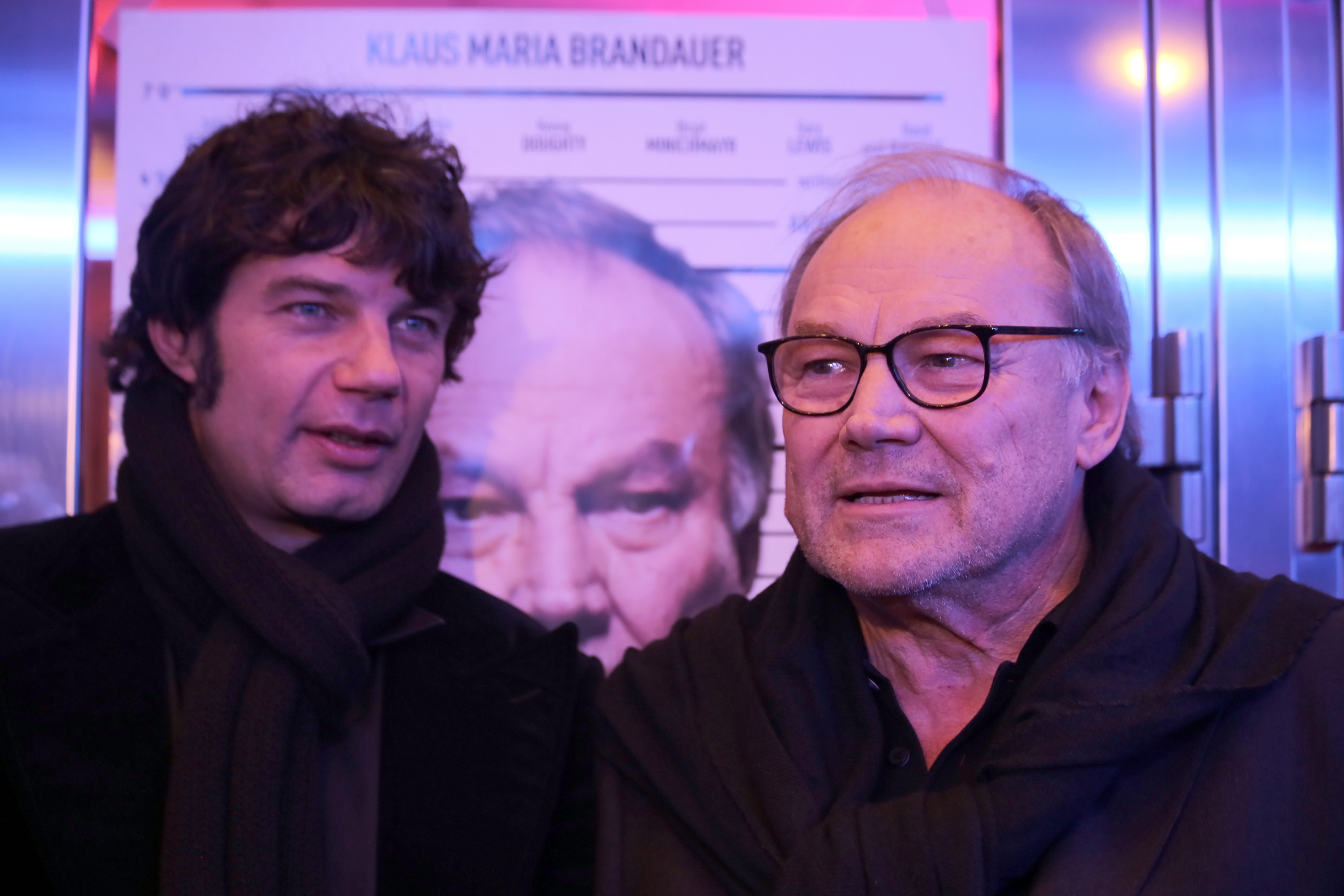
Regisseur Svoboda und Hauptdarsteller Brandauer bei der Premiere von The Strange Case of Wilhelm Reich (Wien 2012)

Der Originaltitel des Films, der trotz der Überzahl deutschsprachiger Schauspieler in englischer Sprache gedreht und nachsynchronisiert wurde, lautet The Strange Case of Wilhelm Reich. Er geht zurück auf einen so betitelten Artikel der Journalistin Mildred Edie Brady von 1947, der von Reich als Beginn der langjährigen Kampagne gegen ihn angesehen wurde, die Svobodas Film nachzeichnet. Während der Dreharbeiten wurde der Film unter dem Titel The Boundary Man angekündigt. Schließlich bekam er den (im Deutschen um das Wort „strange“/„seltsam“ gekürzten) Titel. Die englischsprachige (Original-)Version wurde in kleineren Veranstaltungen, etwa am Austrian Cultural Forum in London oder beim San Francisco Jewish Film Festival im Sommer 2013, gezeigt.
Zuvor hatte Svoboda einen 95-minütigen TV-Dokumentarfilm Wer hat Angst vor Wilhelm Reich? produziert, der das gesamte Leben Reichs umfasst.

## Rezeption
Der Film erhielt eine außergewöhnliche Aufmerksamkeit in den Medien, die zu einem Großteil dem Umstand zu verdanken ist, dass der Reich-Darsteller Brandauer zum Zeitpunkt seines Erscheinens in Deutschland, im Sommer 2013, seinen 70. Geburtstag hatte und deshalb zahlreiche Interviews gegeben hat, in denen er auf diesen Film, den ersten nach einer mehrjährigen Drehpause, angesprochen wurde.
Beim Österreichischen Filmpreis 2014 war der Film in den Kategorien Bester männlicher Darsteller (Klaus Maria Brandauer), Bestes Kostümbild (Tanja Hausner), Beste Maske (Sam Dopona), Beste Musik (Bernd Jungmair und Stefan Jungmair) und Bestes Szenenbild (Katharina Wöppermann) nominiert, erhielt aber keinen der Preise.